# Massilieurodes sakaki
Massilieurodes sakaki es un hemíptero de la familia Aleyrodidae, con una subfamilia: Aleyrodinae.
Fue descrita científicamente por primera vez por Takahashi en 1958.